# Jevrejskoje stjastje
Jevrejskoje stjastje (ryska: Еврейское счастье; fritt översatt: Judisk lycka) är en sovjetisk stumfilm från 1925, regisserad av Aleksej Granovskij. Manuset, skrivet av Isaak Babel, baseras på Sholem Aleichems berättelser om karaktären Menachem Mendel, en alltid lika optimistisk (jiddisch) schlemiel och hans drömmar och planer om att bli rik. Scenografin och titelkorten utformades av Natan Altman, dess texter skrevs av manusförfattaren Babel. Filmen utspelar sig i Berditjev och Odessa, där inspelningen också gjordes, med medlemmar ur ensemblen från Statliga judiska teatern (GOSET).

## Rollista
- Solomon Michoels – Menachem Mendel
- Sasja Epstein – Iosele, hans son
- Moisej Goldblat – Zalman
- Tevje Chazak – Kimbak
- Ida Abragam – hans fru
- Tamara Adelgejm – Bejla, deras dotter
- Iosif Sjidlo
- Rachil Imenitova
- Ilja Rogaler [4]